# Người Kurd
Người Kurd (tiếng Kurd: Kurd, کورد, hay Gelê Kurd, گەلی کورد‎) là một dân tộc tại vùng Trung Đông, chủ yếu cư trú tại một vùng đất kéo dài từ đông và đông nam Thổ Nhĩ Kỳ (Bắc Kurdistan), tây Iran (Đông Kurdistan), bắc Iraq (Nam Kurdistan), và bắc Syria (Tây Kurdistan hay Rojava). Người Kurd cả về ngôn ngữ, văn hóa, và lịch sử đều được xem là một dân tộc Iran ("các dân tộc Iran" là một nhóm dân tộc, không phải công dân Iran nói chung).
Ước tính, trên toàn cầu có từ 31-45 triệu người Kurd, đa số sống tại Tây Á; còn có những cộng đồng người Kurd tại nhiều thành phố tây Thổ Nhĩ Kỳ, đặc biệt là Istanbul. Một cộng đồng kiều dân người Kurd cũng đang phát triển tại châu Âu, nhất là tại Đức. Người Kurd chiếm đa số dân cư vùng tự trị Kurdistan thuộc Iraq, và thiểu số đáng kể tại Thổ Nhĩ Kỳ và Iran, nơi những phong trào dân tộc Kurd tiếp tục theo đuổi mục tiêu giành quyền tự trị và văn hóa cho người Kurd.

## Ngôn ngữ
Tiếng Kurd là một nhóm các phương ngữ được nói bởi người Kurd. Nó chủ yếu được nói trong những vùng của Iran, Iraq, Syria và Thổ Nhĩ Kỳ ở khu vực người Kurd. Tiếng Kurd có tư cách chính thức ở Iraq như một ngôn ngữ quốc gia cùng với tiếng Ả Rập, được công nhận ở Iran như một ngôn ngữ khu vực, và ở Armenia như một ngôn ngữ thiểu số.
Các ngôn ngữ người Kurd thuộc nhóm phụ  miền tây bắc của nhóm ngôn ngữ Iran, thuộc về nhánh Indo-Iran và là một nhánh của ngôn ngữ Ấn-Âu.
Hầu hết người Kurd là người nói được song ngữ hoặc đa ngôn ngữ, nói ngôn ngữ của quốc gia gốc của họ, chẳng hạn như tiếng Ả Rập, Ba Tư và Thổ Nhĩ Kỳ như ngôn ngữ thứ hai bên cạnh tiếng Kurd của họ, trong khi những người ở cộng đồng người di cư thường nói ba hoặc nhiều ngôn ngữ.
Theo Mackenzie, tất cả các phương ngữ người Kurd có rất ít tính năng ngôn ngữ  chung và cũng khác trong các ngôn ngữ Iran khác.
Các phương ngữ người Kurd theo Mackenzie được phân loại là:
- Nhóm phía Bắc (nhóm thổ ngữ Kurmanji)
- Nhóm trung tâm (một phần của nhóm phương ngữ Sorani)
- Nhóm phía Nam (một phần của nhóm thổ ngữ Sorani) bao gồm Kermanshahi, Ardalani và Laki

Người Zaza và Gorani là dân tộc người Kurd, nhưng các ngôn ngữ Zaza-Gorani không được phân loại là tiếng Kurd.
Nhận xét về sự khác biệt giữa các phương ngữ của người Kurd, Kreyenbroek làm rõ rằng theo một số cách, mối liên hệ Kurmanji và Sorani khác với liên hệ tiếng Anh có nguồn gốc từ tiếng Đức, ví dụ  Kurmanji có dấu chấm câu và ngữ pháp, nhưng Sorani thì không, và thấy rằng Sorani và Kurmanji là "phương ngữ" của một ngôn ngữ  được hỗ trợ vì "nguồn gốc phổ biến của họ... và thực tế là việc sử dụng này phản ánh ý thức về bản sắc dân tộc và sự thống nhất của người Kurd."